# Atractophora
Atractophora P.L. Crouan & H.M. Crouan, 1848  é o nome botânico de um gênero de algas vermelhas pluricelulares da família Naccariaceae.

## Sinonímia
- Rhododiscus P.L. Crouan & H.M. Crouan, 1859

## Espécies
Atualmente 1 espécie é considerada taxonomicamente aceita:
- Atractophora hypnoides P.L. Crouan & H.M. Crouan, 1848